# Franco-quartel

Exemplo de franco-quartel

Em heráldica, o franco-quartel ou franco-cantão é uma peça heráldica de forma quadrada, que ocupa a quarta parte do escudo, estendendo-se, na parte superior, metade da altura e do comprimento do escudo.
Pode ocupar quatro posições (direita do chefe, direita da ponta, esquerda do chefe e esquerda da ponta), sendo que a direita do chefe é a mais comum e não é brasonada. O mais frequente é que o franco-quartel seja utilizado como um escudo independente, para carregar as armas principais.
O cantão diferencia-se do franco-quartel em suas dimensões, menores, que equivalem a 1/9 do escudo.

## Esquadro

Um franco-quartel argento e um esquadro gules

Peça na forma de esquadro, servindo de bordadura nos lados interiores de um franco-quartel, para separá-lo do resto do escudo, ou bordando a altura e um lado do escudo.